# Paul Sava
Paul Sava (...) è un astronomo rumeno naturalizzato statunitense.
Laureatosi in geofisica nel 1995 all'Università di Bucarest, ottiene il master e il dottorato all'Università di Stanford rispettivamente nel 1998 e nel 2005.
Il Minor Planet Center lo accredita per la scoperta dell'asteroide 211172 Tarantola, effettuata il 2 maggio 2002, in collaborazione con Joseph A. Dellinger.